# صموئيل سانتوس
صموئيل سانتوس هو لاعب كرة قدم برازيلي في مركز الوسط، ولد في 25 أبريل 1990 في ساو باولو في البرازيل. لعب مع نادي ماريتيمو.

## وصلات خارجية
- صموئيل سانتوس على موقع رابطة كرة القدم اليابانية للمحترفين (اليابانية)
- صموئيل سانتوس على موقع قاعدة بيانات كرة القدم.إي يو (الإنجليزية)
- صموئيل سانتوس على موقع Soccerway.com (الإنجليزية)
- صموئيل سانتوس على موقع عالم كرة القدم.نت (الإنجليزية)
- صموئيل سانتوس على موقع AS.com (الإسبانية)